# Бака (Юкатан)
Бака (исп. Baca) — малый город в Мексике, штат Юкатан, входит в состав одноимённого муниципалитета и является его административным центром. Численность населения, по данным переписи 2010 года, составила 4553 человека.

## Общие сведения
Название Baca с юкатекского языка можно перевести как вода в форме рога.
Поселение было основано в доиспанский период в XV веке майянским военным Сех-Печем, участвовавшим в восстании Майяпана.
15 октября 1881 года поселению присвоен статус вилья.